# Baldone
Baldone er beliggende i Rigas distrikt i det centrale Letland og fik byrettigheder i 1991. Byen har gennem århundreder været en populær kurby med hvad vi i dag kalder for wellness. Før Letlands selvstændighed i 1918 var byen også kendt på sit tyske navn Baldohn.